# Hegelstraße 6, 7 (Magdeburg)

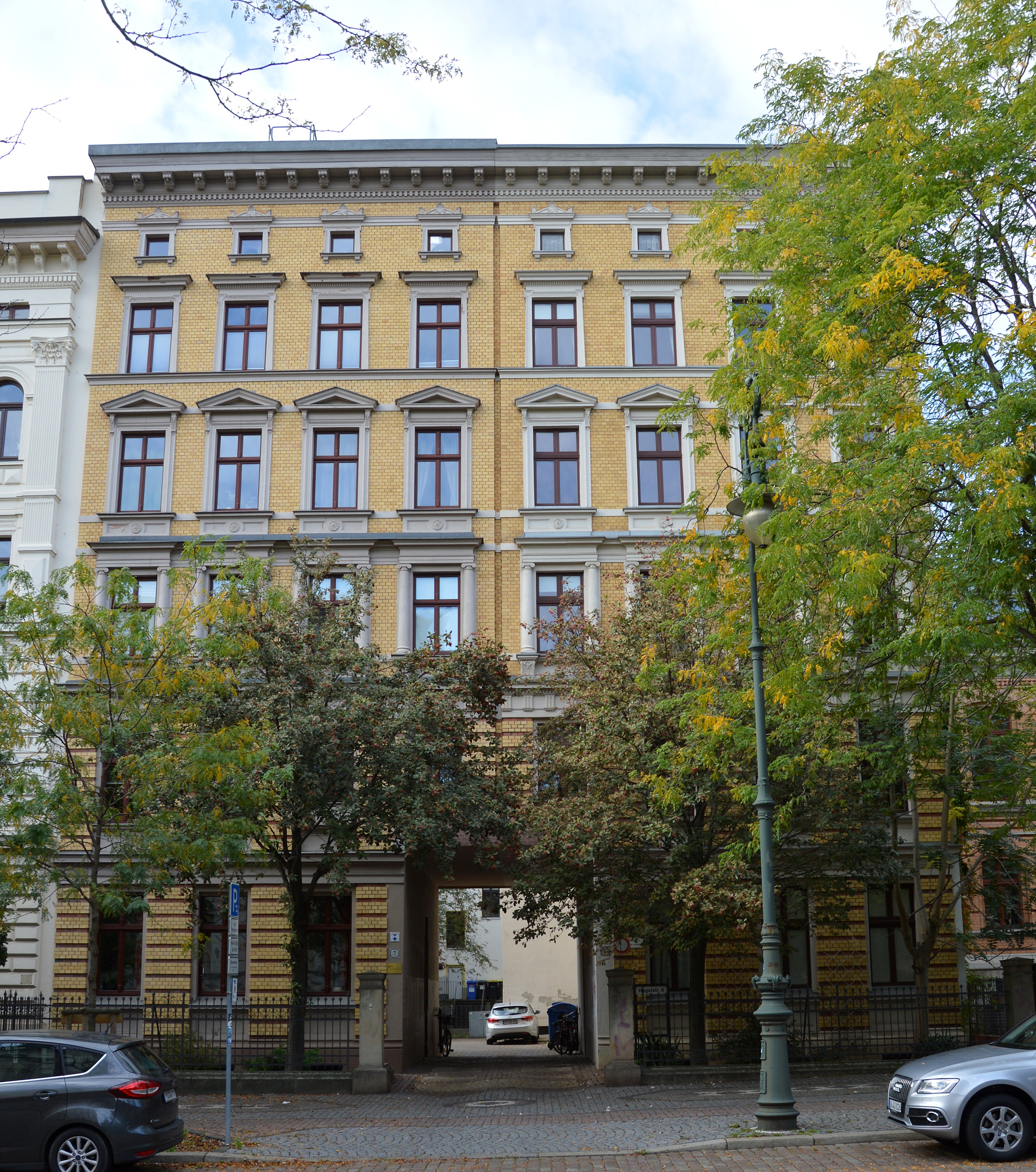
Hegelstraße 6, 7

Das Haus Hegelstraße 6, 7 ist ein denkmalgeschütztes Wohnhaus in Magdeburg in Sachsen-Anhalt.

## Lage
Es befindet sich auf der Westseite der Hegelstraße in der Magdeburger Altstadt. Nördlich grenzt das Domgymnasium Magdeburg, südlich das Haus Hegelstraße 8 an.

## Architektur und Geschichte
Das fünfeinhalbgeschossige Wohnhaus wurde im Jahr 1882 nach Plänen des Maurermeisters Kohtz für den Tischlermeister Seeling errichtet. Das als Doppelhaus konzipierte Gebäude zitiert die Formen italienischer Palazzi. Die Fassade des verputzten Ziegelbaus ist in den beiden unteren Geschossen mit Bandrustika verziert. Die Fensteröffnungen der oberen Geschossen sind mit Architraven und Dreiecksgiebeln verziert. Der obere Abschluss der Fassade wird durch ein weit vorkragendes Konsolgesims gebildet. Bedeckt wird das Haus von einem Flachdach.
Ursprünglich verfügte das Doppelhaus über einen mittig angelegten Doppeleingang, der später zu einer großen gemeinsamen Hofdurchfahrt umgebaut wurde.
Das Gebäude gilt aufgrund seiner Lage im Ensemble der Umgebungsbebauung als architektonisch wichtig.
Im örtlichen Denkmalverzeichnis ist das Wohnhaus unter der Erfassungsnummer 094 16674 als Baudenkmal verzeichnet.